# Соро, Бакари
Бакари Соро (фр. Bakary Soro; 5 декабря 1985 года, Аньяма) — ивуарийский футболист, защитник.

## Клубная карьера
Бакари Соро — воспитанник ивуарийского клуба «АСЕК Мимозас». В 2007 году он подписал контракт с английским клубом «Чарльтон Атлетик», в то время выступавшим в английской Премьер-лиге. Однако за этот клуб ему не удалось сыграть ни одного матча в лиге. Соро был отдан в аренду бельгийской команде «Жерминаль Беерсхот», а в 2008 году перешёл во французский «Лорьян». Во французской Лиге 1 ивуариец дебютировал 23 августа 2008 года в гостевом матче против «Валансьена». В 2010 году Соро перешёл в «Арль-Авиньон», новичка Лиги 1. В «Арле» Соро стал игроком основного состава. По итогам чемпионата 2010/2011 «Арль» покинул Лигу 1 и вернулся в Лигу 2. Первый гол за французский клуб Соро забил 14 октября 2011 года, открыв счёт в домашнем поединке с «Амьеном».
В августе 2013 года Соро стал игроком турецкого «Ордуспора», в то время выступавшего в турецкой Первой лиге. А через год он перебрался в другой клуб турецкой Первой лиги, столичный «Османлыспор», вышедший по итогам Первой лиги 2014/2015 в Суперлигу. 16 августа 2015 года Бакари Соро дебютировал в главной турецкой лиге, в домашнем матче против «Кайсериспора».

## Международная карьера
В 2005 году Бакари Соро был капитаном юношеской сборной Кот-д’Ивуара на проходившем в Бенине юношеском чемпионате Африки.